# Crypthelia papillosa
Crypthelia papillosa är en nässeldjursart som beskrevs av Stephen D. Cairns 1986. Crypthelia papillosa ingår i släktet Crypthelia och familjen Stylasteridae. Inga underarter finns listade i Catalogue of Life.